# 乐普医疗
乐普医疗（英語：Lepu Medical, 深交所：300003）是一家中国医疗器械公司。

## 历史
1999年6月建立于北京，由中国船舶重工集团公司第七二五研究所和美国WP医疗科技公司共同出资组建。地址是昌平区超前路37号，主要生产冠状动脉介入医疗器械。2008年正式更名为乐普（北京）医疗器械股份有限公司，2009年10月30日在深圳证券交易所创业板成功上市。2013年起开始大量并购公司并进军制药领域。